# 七堆瓦天主堂
七堆瓦天主堂是中国四川省成都市金堂县的一处历史建筑，位于高板街道天堂村。

## 概述
七堆瓦天主堂始建于清乾隆年间。光绪十八年（1892年）重建，光绪二十八年（1902年）八月，在建设中，为金堂县义和团唐顺之部焚毁。次年法国神父用赔偿重建（1903年）。
七堆瓦天主堂正立面采用中国传统的三脊五山式牌坊型门楼，寓意“连升三级”，八字墙，开三门，门额分别书写“正道惟一”、“达味”和“敌楼”。面阔五间，进深三间。
1988年列为金堂县保护单位。2013年9月28日，成都市人民政府公布为第五批成都市文物保护单位。
由于七堆瓦天主堂的木质结构已严重老化，2020年，金堂县文物保护服务中心对七堆瓦天主堂进行抢修加固工程。